# Нікітін Євген Олександрович
Євге́н Олекса́ндрович Нікі́тін (Со́льський) (нар. 7 січня 1892 — пом. 8 червня 1960)  — підполковник Армії УНР.

## Біографія
Народився в Житомирі. Закінчив кадетський корпус і військове училище.
Під час Першої світової війни служив в 10-му гренадерському Малоросійському полку російської армії. Був нагороджений орденом Св. Георгія 4-го ступеня (1 червня 1915 в битву 11 жовтня 1915). Останнє військове звання в російській армії — капітан.
З січня 1919 року — командир сотні, a з травня 1919 р. — першого куреня Житомирської спільної юнацької школи.
У 1920—1921 роках — ад'ютант і командир куреня Спільної (Кам'янецької) військової школи.
У 1943—1944 роках — старшина Штабу і командир батальйону 14-ї гренадерської дивізії Галичина.
Помер 8 червня 1960 року. Похований у Гаддерсфельді (Велика Британія).